# Mnesarete lencionii
Mnesarete lencionii är en trollsländeart som beskrevs av Rosser W. Garrison 2006. Mnesarete lencionii ingår i släktet Mnesarete och familjen jungfrusländor. Inga underarter finns listade i Catalogue of Life.